# Stiassny
Stiassny bzw. Stiaßny ist die eingedeutschte Form des tschechisch-slowakischen Familiennamens Šťastný. Dieser hat die Bedeutung glücklich oder Glück bringend. Der Name Stiassny kommt im deutschsprachigen Raum vor allem in Österreich vor und hier gehäuft in Wien, Niederösterreich und dem Burgenland.

## Bekannte Namensträger
- Felix Stiassny (1867–1938), österreichischer Großindustrieller
- Friedrich Stiassny (1868–1942), österreichischer Schauspieler, siehe Fritz Straßni
- Ignaz Stiaßny (1849–1909), österreichischer Theaterdirektor und -agent
- Martin Stiassny (* 1943), Go-Spiel-Funktionär, Vorsitzender der Europäischen Go-Föderation seit 2009 (EGF)
- Melanie Stiassny (* 1953), US-amerikanische Ichthyologin
- Robert Stiassny (1862–1917), österreichischer Kunsthistoriker
- Rudolf Stiassny (1883–1943), österreichischer Schauspieler und Regisseur
- Rudolf Viktor Stiaßny (1909–1982), österreichischer Schauspieler, siehe Viktor Staal
- Wilhelm Stiassny (1842–1910), österreichischer Architekt